# Список покушений на коллаборационистов и оккупационных чиновников во время российского вторжения на Украину
Ниже приводится список покушений на пророссийских коллаборационистов и российских оккупационных чиновников, которые были организованы (или с большой долей вероятности считаются организованными) украинскими спецслужбами или партизанами и которые произошли во время полномасштабного вторжения российских войск на Украину, начиная с 24 февраля 2022 года.

## Херсонская область
| Имя                               | Роль                                                                                           | Дата                  | Событие                                                                 |
| --------------------------------- | ---------------------------------------------------------------------------------------------- | --------------------- | ----------------------------------------------------------------------- |
| Слободчиков Павел Сергеевич (†)   | помощник главы оккупационной администрации Херсонской области Владимира Сальдо                 | 20 марта 2022 года    | расстрелян в машине возле своего дома в Херсоне                         |
| Кулешов Валерий Юрьевич (†)       | блогер, помощник замглавы оккупационной администрации Кирилла Стремоусова                      | 20 апреля 2022 года   | застрелен в машине в Херсоне                                            |
| Евгений Соболев                   | глава областной службы исполнения наказаний при оккупационной администрации                    | 18 июня 2022 года     | ранен при взрыве бомбы в Херсоне                                        |
| Турулев Юрий Валерьевич           | глава оккупационной администрации Чернобаевки                                                  | 22 июня 2022 года     | ранен при взрыве бомбы в Чернобаевке                                    |
| Савлученко Дмитрий Михайлович (†) | начальник управления семьи, молодёжи и спорта в оккупационной администрации Херсонской области | 24 июня 2022 года     | погиб при подрыве автомобиля в Херсоне                                  |
| Владимир Сальдо                   | глава оккупационной администрации Херсонской области                                           | 3 августа 2022 года   | отравлен, госпитализирован в НИИ скорой помощи им. Склифосовского       |
| Игорь Телегин                     | начальник департамента внутренней политики в оккупационной администрации                       | 22 августа 2022 года  | ранен при подрыве автомобиля в Херсоне                                  |
| Алексей Ковалёв (†)               | замглавы оккупационной администрации по сельскому хозяйству                                    | 28 августа 2022 года  | убит выстрелом в голову в своём доме в Голой Пристани                   |
| Томилина Татьяна Юрьевна          | назначенный оккупационными властями ректор Херсонского государственного университета           | 12 сентября 2022 года | ранена при взрыве в собственном доме в Херсоне                          |
| Журавко Алексей Валерьевич (†)    | бывший депутат Верховной рады, член партии «Единая Россия»                                     | 25 сентября 2022 года | погиб в Херсоне при обстреле здания гостиницы из РСЗО HIMARS            |
| Андрей Кошелев                    | замглавы посёлка Белозёрка                                                                     | 12 октября 2022 года  | ранен в результате взрыва                                               |
| Штепа Андрей Николаевич (†)       | бывший депутат сельсовета от партии «УКРОП», оккупационный «глава Любимовки»                   | 22 декабря 2022       | погиб в результате подрыва автомобиля в Каховке                         |
| Москаленко Сергей Викторович (†)  | оккупационный начальник изолятора временного содержания Скадовска                              | 19 марта 2023         | погиб в результате подрыва автомобиля в Скадовске                       |
| Малов Владимир Александрович (†)  | секретарь новокаховского отделения партии «Единая Россия»                                      | 7 октября 2023 года   | умер в больнице в результате ранений, полученных при подрыве автомобиля |
| Плющ Владислав Игоревич (†)       | сотрудник оккупационной полиции                                                                | 11 апреля 2024 года   | погиб при обстреле многоэтажки в селе Раздольное                        |
| Сивцов Юрий Владимирович (†)      | директор интернет-провайдера «Рубин»                                                           | 4 сентября 2024       | погиб в результате атаки беспилотника на его дом в Новой Каховке        |

## Запорожская область
| Имя                                   | Должность | Дата                  | Событие |
| ------------------------------------- | --- | --------------------- | --- |
| Жвания Давид Важаевич (†)             | бывший Народный депутат Верховной Рады Украины IV—VII созывов от запрещённой пророссийской Партии Регионов. По заявлению бывшего заместителя главы МВД Украины Антона Геращенко, во время полномасштабной войны был неофициальным представителем компании «Росатом», занимаясь поставкой тепловыделяющих элементов на украинские АЭС. | 9 мая 2022            | погиб во время артиллерийского обстрела в «серой зоне» недалеко от блокпоста в селе Новопокровка Ореховского района Запорожской области |
| Шевчик Андрей Владимирович            | экс-депутат от пророссийской партии ОП—ЗЖ, самопровозглашённый мэр Энергодара | 22 мая 2022           | ранен в результате взрыва в подъезде своего дома в Энергодаре                                                                           |
| Андрей Сигута                         | глава оккупационной администрации Мелитопольского района | 11 июля 2022 года     | обстрелян в собственном доме в Мелитополе, не пострадал                                                                                 |
| Шостак Олег Леонидович                | ответственный за медийную политику в оккупационной администрации, руководитель избирательного штаба «Единой России» | 12 августа 2022 года  | получил травму ягодиц в результате взрыва                                                                                               |
| Сушко Иван Викторович (†)             | глава оккупационной администрации посёлка Михайловка | 24 августа 2022 года  | погиб в результате подрыва автомобиля                                                                                                   |
| Колесников Александр Вадимиович (†)   | замначальника ГАИ при оккупационной администрации Бердянска | 26 августа 2022       | погиб от осколочных ранений в результате взрыва возле его автомобиля                                                                    |
| Артём Игоревич Бардин (†)             | назначенный военный комендант Бердянска | 6 сентября 2022 года  | погиб в результате взрыва своего автомобиля возле здания городской администрации Бердянска                                              |
| Бойко Олег Вадимович (†)              | замглавы оккупационной администрации Бердянска по ЖКХ | 16 сентября 2022 года | убит возле своего гаража в Бердянске |
| Людмила Бойко (†)                     | глава территориальной избирательной комиссии по проведению референдума о вхождении Запорожской области в состав России | 16 сентября 2022 года | убита возле своего гаража в Бердянске                                                                                                   |
| Зубарев Максим Юрьевич (†)            | оккупационный глава пгт Акимовка | 3 апреля 2023 года    | погиб в результате подрыва автомобиля в Мелитополе                                                                                      |
| Мищенко Александр Сергеевич (†)       | заместитель начальника оккупационного УМВД «Мелитопольское» | 27 апреля 2023 года   | убит в результате детонации взрывчатки в Мелитополе в подъезде дома на улице Кирова                                                     |
| Ананьевский Евгений Александрович (†) | оккупационный сотрудник Бердянской исправительной колонии № 77 | 5 мая 2024 года       | погиб при подрыве автомобиля в Бердянске                                                                                                |
| Короткий Андрей Юрьевич (†)           | оккупационный депутат горсовета Энергодара, член партии «Единая Россия», начальник группы пропусков службы безопасности управления обеспечения безопасности ЗАЭС | 4 октября 2024        | погиб при подрыве авто на бульваре Каштанова в Энергодаре                                                                               |
| Грицай Михаил Павлович (†)            | заместитель главы оккупационной администрации Бердянска по инфраструктуре, жилищно-коммунальному хозяйству и топливно-энергетическому комплексу | 18 июня 2025 года     | застрелен в Бердянске из пистолета с глушителем                                                                                         |

## Харьковская область
| Имя                              | Должность                                  | Дата              | Событие                                                          |
| -------------------------------- | ------------------------------------------ | ----------------- | ---------------------------------------------------------------- |
| Юнаков Евгений Александрович (†) | пророссийский глава посёлка Великий Бурлук | 10 июля 2022 года | погиб в результате подрыва автомобиля возле здания администрации |

## Луганская область
| Имя                                   | Должность | Дата                  | Событие |
| ------------------------------------- | --- | --------------------- | --- |
| Владимир Струк (†)                    | перешедший на сторону российских военных глава Кременной, экс-депутат от пророссийской партии ОП—ЗЖ                                                                  | 2 марта 2022 года     | похищен и убит выстрелом в голову                                                                                |
| Шароградский Павел Александрович (†)  | местный общественный деятель из пгт Новоайдар, передававший российским военным информацию об активистах и ветеранах АТО                                              | 29 апреля 2022 года   | похищен, тело обнаружено с огнестрельными ранениями                                                              |
| Лайшев Аскяр Ахатиевич (†)            | бывший начальник полиции Старобельска, добровольно перешедший на сторону оккупанта, где получил должность «начальника МРЭО»                                          | 13 августа 2022       | получил сильные ранения в результате подрыва автомобиля в Старобельске 11 августа. Умер в больнице               |
| Сергей Горенко (†)                    | генеральный прокурор ЛНР, бывший начальник отдела СУ ГУМВД в Луганской области (до 2014)                                                                             | 16 сентября 2022 года | убит взрывом в своём кабинете в здании Генпрокуратуры (вместе с ним погибла замгенпрокурора Екатерина Стегленко) |
| Филипоненко Михаил Юрьевич (†)        | депутат Народного Совета ЛНР, бывший начальник управления Народной милиции ЛНР                                                                                       | 8 ноября 2023         | погиб при взрыве автомобиля в Луганске                                                                           |
| Попов Олег Николаевич (†)             | депутат Народного Совета ЛНР, Эксдепутат Луганского райсовета от КПУ                                                                                                 | 6 декабря 2023        | погиб при взрыве автомобиля в Луганске.                                                                          |
| Потелещенко Алексей Александрович (†) | министр чрезвычайных ситуаций ЛНР | 3 февраля 2024        | Погиб в результате обстрела ресторана «Adriatic» в Лисичанске                                                    |
| Жушма Иван Сергеевич (†)              | оккупационный депутат Совета городского округа Лисичанск | 3 февраля 2024 года   | Погиб в результате обстрела ресторана «Adriatic» в Лисичанске.                                                   |
| Чайка Валерий Григорьевич (†)         | бывший депутат Старобельского городского совета от «Партии регионов». После оккупации города был назначен советником главы администрации Старобельского района «ЛНР» | 1 апреля 2024         | погиб в результате подрыва автомобиля                                                                            |
| Манолис Пилавов (†)                   | государственный деятель самопровозглашённой ЛНР, мэр Луганска (2014—2023)                                                                                            | 3 июля 2025           | погиб в результате взрыва.                                                                                       |

## Донецкая область
| Имя                              | Должность | Дата            | Событие                                                                             |
| -------------------------------- | --- | --------------- | ----------------------------------------------------------------------------------- |
| Брехунец Анатолий Фёдорович (†)  | перешедший на сторону российских военных глава Светлодарска. В 2014 поддержал проведение в городе референдума 11 мая и проголосовал за создание ДНР, за что в феврале 2020 привлекался к уголовной ответственности. Сперва был отправлен под домашний арест, а позже в СИЗО, но освобождён под залог | 18 августа 2022 | погиб во время артиллерийского обстрела района у Светлодарской больницы             |
| Константин Иващенко              | глава оккупационной администрации Мариуполя, экс-депутат от пророссийской партии ОП—ЗЖ | 20 августа 2022 | самодельная бомба взорвалась у входа в зоопарк, который собирался посетить Иващенко |
| Никулин Александр Анатольевич    | судья Верховного суда «ДНР» | 4 ноября 2022   | получил огнестрельные ранения в результате нападении в Углегорске                   |
| Пирогова Марина Владимировна (†) | общественный деятель самопровозглашённой «ДНР», пропагандистка, депутат так называемого «Народного Совета ДНР» | 6 декабря 2022  | убита во время артиллерийского обстрела в Донецке                                   |
| Сергей Евсюков (†)               | Начальник Еленовской колонии ДНР, где размещали пленных членов «Азова» и произошёл взрыв, унёсший 52 жизни пленных | 9 декабря 2024  | подрыв автомобиля в Донецке. За его убийство была назначена награда в 22 тыс. $     |

## Россия
| Имя                                    | Должность | Дата                | Событие |
| -------------------------------------- | --- | ------------------- | --- |
| Владлен Татарский (†)                  | пророссийский пропагандист, блогер, военкор. С 2011 по 2014 год находился в тюрьме Горловки за ограбление банка | 2 апреля 2023 года  | Убит Дарьей Треповой 2 апреля 2023 на очередной презентации своей книги в Санкт-Петербурге путём подарка сувенира-статуэтки, в которой было спрятано взрывное устройство |
| Слисаренко Александр Александрович (†) | заместитель главы оккупационной администрации Харьковской области | 16 ноября 2023      | убит в результате подрыва автомобиля в Белгороде |
| Кива Илья Владимирович (†)             | бывший народный депутат Украины 9-го созыва от запрещённой пророссийской политической партии ОПЗЖ (2019—2022). Бывший член Комитета ВРУ по вопросам правоохранительной деятельности (2019—2022). Бывший советник министра внутренних дел Арсена Авакова и бывший глава Социалистической партии Украины (2017—2019) | 6 декабря 2023 года | найден мёртвым на территории парковой зоны отеля «Величъ Country Club» в деревне Супонево Одинцовского городского округа. Вероятно, был застрелен из охотничьего ружья   |
| Беспроскурный Денис Леонидович (†)     | Бывший начальник оккупационной полиции Краматорска | 11 июня 2024 года   | убит катаной в Москве в результате словесной перепалки на почве ревности                                                                                                 |
| Завизенов Константин Владимирович (†)  | бывший министр энергетики «ЛНР» | 1 октября 2024 года | обнаружен мёртвым в Истринском районе Московской области на участке в его загородном доме с огнестрельным ранением в голову                                              |
| Саркисян Армен Нагапетович (†)         | горловский криминальный авторитет, коллаборант, основатель батальона спецназначения «Арбат» | 3 февраля 2025 года | погиб от взрыва в жилом комплексе в Москве |